# パラノーマル・アクティビティ
『パラノーマル・アクティビティ』（原題: Paranormal Activity）は、2007年のアメリカ映画。モキュメンタリーの手法が使われている。タイトルの意味は“超常現象”。この映画は実話に基づいて作られているが、家族設定や怪奇現象など異なる点もいくつかある。また、実話版パラノーマル・アクティビティも存在する。

## ストーリー
有能な青年デイトレーダーであるミカは、恋人の女子大生ケイティとサンディエゴの豪邸で同棲していた。優雅な生活だが、最近は悩みを抱えている2人。家の中で夜な夜な怪奇音が起こるのだ。高性能ハンディーカメラを購入し、家中に定点カメラも据えるミカ。幼い頃から身近に怪異の存在を感じて来たケイティは、相手を刺激する行動に反対したが、日頃から市場分析で儲けているミカは、音の正体を暴くことに熱中していた。
ケイティの強い希望で、霊の専門家であるフレドリックス教授を招くミカ。教授は、霊ではなく悪魔の専門家に連絡を取れと勧めた。悪魔が欲しているのはケイティだから、下手な交渉はするなと忠告されるミカ。しかし、霊媒師や悪魔祓い師を疑うミカは、家の中の存在に対して、英語で答えろと挑発し続けた。
怪奇現象はエスカレートして行き、ケイティが夢遊病で歩き回ったり、見えない存在に引きずられ、噛み跡を残される事態となった。さすがに家を出る決心をするミカ。しかし、その夜、ミカは強烈な力に吹き飛ばされて死に、ケイティの姿は消え失せた。

## キャスト
| 役名                           | 俳優                       | 日本語吹替 |
| ------------------------------ | -------------------------- | ---------- |
| ケイティ                       | ケイティー・フェザーストン | 若原美紀   |
| ミカ                           | ミカ・スロート             | 中嶋将平   |
| フレドリックス教授             | マーク・フレドリックス     | 伊藤和晃   |
| アンバー                       | アンバー・アームストロング | 広瀬有香   |
| ダイアン（インターネットの女） | アシュリー・パーマー       |            |

## 製作
ゲームデザイナーのオーレン・ペリが監督・脚本を務めた自主製作映画である。製作費がわずか1万5千ドルと低予算であり、映画全編が監督の自宅で撮影され、7日間で完了した。さらに編集作業は監督が所有するパソコンを使って行われた。監督もキャストも、当時はすべて無名の人物である。

## 公開
2007年のスクリームフェスト・ホラー映画祭、2008年のスラムダンス映画祭などで上映された。
2009年9月25日にパラマウント映画の配給で公開されるも、上映館数がわずか12館という小規模公開であった。しかし口コミ効果などによって徐々に拡大公開され、10月23日には1945館となり、全米初登場48位だったが公開5週目にして週末興行収入で1位となった。『ダークナイト』の“オープニング週末の1館あたりの平均興行収入”36,283ドルを遥かに凌ぐ、49,379ドルという記録を樹立。この記録は現在では『タイタニック』に次いでいる。

## 評価
Rotten Tomatoesでは179のレビューのうち82%が支持し、平均点は10点満点で7.0である。
スティーヴン・スピルバーグが本作を絶賛し、リメイク権を得たものの、完成度の高さからハリウッドの一流の技術をもってしても本作の恐怖を超えることは不可能と考え諦めたという逸話がある。ただし、スピルバーグの助言で、エンディングはオリジナルとは変えられているという。スピルバーグもひょんなことからオリジナルのエンディングを観たが、やはり後の方が数倍よかったと語っている。
イタリアでは本作のテレビCMを観た恐怖で子供がパニックを起こす事件が相次ぎ、テレビ局へのクレームが殺到した。

## 続編
パラマウント映画は続編の計画があることを発表し、トッド・ウィリアムズ監督による『パラノーマル・アクティビティ2』が製作された。アメリカ合衆国では、2010年10月22日に公開され、週末の興行収入ランキングで１位となった。日本では、2011年2月11日に公開された。続編は同棲カップルではなく夫婦で子供もいる家庭である。
「日本版続編」として『パラノーマル・アクティビティ 第2章 TOKYO NIGHT』が製作され、2010年11月20日に日本で公開。
「アメリカ版続編」として1の前日談を描いた『パラノーマル・アクティビティ2』が製作され、2011年2月11日に日本で公開。ケイティとクリスティの幼少期を描いた『パラノーマル・アクティビティ3』が製作され、2011年11月1日に日本で公開。2の後日談としてハンターを連れ去り行方をくらましたケイティーのその後を描いた『パラノーマル・アクティビティ4』が製作され、2012年11月1日に日本で公開され、2016年5月7日に「パラノーマル・アクティビティ3」後日談の「パラノーマル・アクティビティ5」が制作された。